# Oncidium gardstyle
Oncidium gardstyle là một loài thực vật có hoa trong họ Lan. Loài này được Braem & Campacci mô tả khoa học đầu tiên năm 1995.